# はるかぜ型護衛艦
はるかぜ型護衛艦（はるかぜがたごえいかん、英語: Harukaze-class destroyer）は、海上自衛隊の護衛艦の艦級。戦後初の国産護衛艦であり、戦闘指揮所（CIC）を装備運用した初の国産艦でもある。建造費は約24億円であった。

## 来歴
1951年（昭和26年）、連合国軍最高司令官マシュー・リッジウェイ大将は、連合国軍占領下の日本に対してパトロール・フリゲート（PF）および上陸支援艇（LSSL）を貸与することを提案した。これを受けて1952年（昭和27年）4月26日、海上保安庁内において、これら軍艦の受け皿となるとともに将来の海軍の母体となるべく、海上警備隊が創設された。そして同年8月1日の保安庁の発足とともに、海上警備隊は海上保安庁の航路啓開部を吸収して警備隊に改組され、陸上部隊である警察予備隊（のちの保安隊）とともに保安庁の隷下に入り、本格的な再編制への体制が整えられることになった。
海上警備隊創設の呼び水となったフリゲート等の貸与は政治上の問題から遅延していたことから、まず整備を完了した船艇を「保管引受け」として借用し、基幹要員の教育訓練が急ピッチで進められることとなった。警備隊の発足時に保有していた船舶は、「保管引受け」中のPF 4隻とLSSL 2隻、および海保から所管換された掃海船等76隻であった（海上自衛隊の掃海船 (編入船)参照）。貸与軍艦の引き渡しは1953年1月14日より開始され、PFは「くす型警備船」、LSSLは「ゆり型警備船」として就役した。警備隊発足年度である昭和27年度予算では、これらの警備船の運用基盤を整備するための支援船（水船や重油船など）の建造が優先され、戦闘艦艇の建造は行われなかった。続く昭和28年度予算でも、当初は小型掃海船2隻が要求されたのみであったが、1952年12月末、大蔵省より、防衛分担金の枠内で130億円を艦船建造費に振り向ける旨の内示があったことから、第二幕僚監部では、急遽、戦闘艦艇の国産新造計画を立案した。
本計画では、甲型警備船（DD）2隻と乙型警備船（DE）3隻のほか合計16隻の建造が決定された。この甲型警備船がはるかぜ型であり、乙型警備船は護衛艦「あけぼの」（蒸気タービン装備）といかづち型（ディーゼルエンジン装備）である。

## 設計
本型では、船団護衛や対潜哨戒の他に、漁業保護、救難作業への対応、旗艦設備の保持も求められた。基本設計は財団法人船舶設計協会に委託して行われた。

### 船体
船舶設計協会では、旧海軍の白露型駆逐艦と朝潮型駆逐艦をタイプシップとし、アメリカ海軍のギアリング級駆逐艦の長所を取り入れる形で設計を進めており、船型はアメリカ海軍の駆逐艦が多用していた平甲板型が採用された。また船体構造も、縦構造を主に、一部を横構造としている。一方、復原性能および旋回性能は日本海軍の基準が採用された。
建造にあたっては、電気溶接およびブロック工法が初めて採用された。船殻の材料としては、軟鋼のほか高張力鋼（SM52W相当; 後のNS30と同規格）も多くの部分で使用された。縦強度部材以外の部分については、工作の容易性と工費節約を優先して、若干の重量増加を覚悟のうえで、旧海軍の慣行よりも一般に厚くなっている。これを補うため、上部構造物には軽合金（舶用耐食アルミニウム合金）を採用し、重量を10トン以上節約している。本型2番艦「ゆきかぜ」の船殻重量は約601トンとされる。
造波抵抗の低減を図るため、艦首の下部はバルバス・バウとされている。また、当時の潜水艦はまだ原子力より通常動力型が多く、シュノーケルを海面に露出して浅深度で航行する敵潜を体当たりで撃沈する状況も対潜戦闘において発生しうる、とされていたため、船首材（ステム）は強化されており、このバルバス・バウの先端部は対潜用の衝角として用いる状況が想定されていた。
旧海軍では余り考慮されていなかった乗組員の居住性の改善も企てられており、例えば寝台は、旧海軍時代のハンモックを廃止、米海軍式の3段吊パイプバースとされた。ただし艦隊司令部施設を急遽追加したことで、当初の目論見よりも居住性は悪化しており、例えば科員区画のスペースは1人あたり1.8平方メートルと、海軍時代の1.6平方メートルからの大幅な改善は実現しなかった。この設計変更は海上自衛隊の発足前後に行なわれたとみられており、司令公室や幕僚室などが士官居住区に割り込む形で設置され、機銃応急弾薬庫を廃止して司令部庶務室が設置された。このほか、砲の運用人員の当初見積もりが過少だったこともあり、乗員定数は、計画当初の200名から250名まで増加し、居住性は大きく低下した。また旗艦設備をさらに充実させた2番艦「ゆきかぜ」では、士官居住区はさらに10平方メートル縮小されている。

### 機関
本型では、主機関には蒸気タービン方式が採用された。本型と「あけぼの」（DE-201）は戦後日本初の蒸気タービン艦であったことから蒸気性状は英米の新鋭艦よりもやや保守的に、むしろ大戦世代に近いものとして策定されており、蒸気圧力は圧力30 kgf/cm2 (430 lbf/in2)、温度400 °C (752 °F)となった。例えば、ほぼ同時期にアメリカ海軍が建造していたディーレイ級護衛駆逐艦では圧力42.2 kgf/cm2 (600 lbf/in2)、温度454 °C (849 °F)とされているのに対し、大戦中に建造されていたジョン・C・バトラー級護衛駆逐艦（WGT型）では圧力30.6 kgf/cm2 (435 lbf/in2)、温度399 °C (750 °F)とされており、本型と近い数値となっている。
また本型2隻の主機関は厳密に同一の機種ではなく、上記の蒸気性状と出力15,000馬力×2、推進器回転数400 rpmという点では共通しているが、主ボイラー・主蒸気タービンいずれも型式・構造は異なるものとなっている。ボイラーに関しては、単缶蒸気発生量は「はるかぜ」が63トン/時、「ゆきかぜ」が62トン/時で、「ゆきかぜ」のみ空気予熱器を備えている。主蒸気タービンに関しては、「はるかぜ」は旧海軍の駆逐艦用に類似した構成の4胴（高圧・中圧・低圧・巡航）衝動型を、「ゆきかぜ」は2胴衝動（高圧・低圧）反動型を採用した。特に後者は、その後の護衛艦に少なからぬ影響を与えている。この機関により、計画速力30ノットに対して、「はるかぜ」が31.34ノット、「ゆきかぜ」は30.8ノットを達成、また航続距離についても、18ノット巡航時に6,000海里という計画値に対して、「はるかぜ」は6,297海里、「ゆきかぜ」は6,520海里を達成した。
機関はシフト配置とされており、前側の機関が左軸、後側の機関が右軸を駆動している。これはガスタービン化以後も含めた護衛艦において標準的な配置となっており、あきづき型（19DD）に至るまで踏襲されている。

## 装備
本型の搭載装備のほとんどは、MSA協定に基づきアメリカから供与された。

### センサー
海上戦闘における情報処理の概念が旧態依然としていた当時にあって、国産艦としては日本初の戦闘指揮所（CIC）を装備運用したのは特筆すべき試みであった。本型のCICは「船務室」の名称で、艦橋構造物内の01甲板、操舵室の後方に設置されている。
また上述の通り、本型は計画途中で設計変更し、旗艦設備を設置した。この設計変更は、1954年（昭和29年）の海上自衛隊発足前後に行なわれたとみられている。保安庁警備隊時代の保有艦船は、パトロール・フリゲート（PF; くす型）が最大であり、自衛艦隊や船隊群の旗艦とされた艦では適宜に改修して旗艦設備を追加していたが、やはり司令部能力は不十分であり、初の国産DDである本型では、より充実した旗艦設備が求められるようになった。「はるかぜ」は群旗艦としての設備を有するものとされたのに対し、「ゆきかぜ」はさらに拡張して自衛艦隊旗艦としての設備を有するものとされており、司令部区画の床面積は、「はるかぜ」では52.0平方メートル、「ゆきかぜ」では62.3平方メートルとされている。
レーダーとしては、対空捜索用としてAN/SPS-6、対水上捜索用としてOPS-3を搭載した。一方、電波探知装置（ESM）としては国産開発のOLR-3が装備されたが、資料・技術ともに乏しかったことから、性能的には非常に限定的なものであった。特別改装の際に、OLR-3は改良型のOLR-4に換装された。
ソナーはいずれも戦後世代とされており、スキャニング方式のQHBを捜索用として、サーチライト方式のQDAを攻撃用として搭載しており、艦底には2種のソナー・ドームを持つ。また特別改装の際に、捜索用ソナーは小改正型のAN/SQS-11A、攻撃用ソナーはAN/SQR-4（深度測定用）とAN/SQA-4（距離深度計測用）の組み合わせによって更新された。また、のちに捜索用ソナーは、さらにSQS-29J（RDT対応型AN/SQS-4 mod.1）によって更新された。

### 武器システム
兵装類は、殆どをアメリカに頼っていたため、第二次世界大戦中に開発されたものが多く搭載された。
主砲としては、38口径12.7cm単装砲（Mk.30 5インチ砲）を前部に1基、後部に2基の計3基を搭載する。砲射撃指揮装置（GFCS）としては、日本側はレーダー方位盤を備え自動追尾可能なMk.56を要望したが、在日米軍事援助顧問団（MAAG-J）は逆にMk.37を推薦し、交渉の結果、くす型護衛艦に搭載されていたMk.51を元に、照準器を新型化するとともに風力修正装置を付加するなど改良を加えたMk.51 mod.3が搭載されることとなった。また高角機銃としてはMk.2 40mm4連装機銃を前後に1基ずつの計2基搭載しており、これらはMk.63 mod.10 GFCSによる射撃指揮を受けていた。しかし、特にMk.51は、本来は3インチ緩射砲や40mm機銃の射撃指揮のものであり、5インチ砲の射撃指揮には性能的に不足であった。このことからMk.51は後の特別改装の際に換装され、「はるかぜ」ではスイスのコントラベス社が開発したヤベルクGFCS、「ゆきかぜ」ではMk.63の直視型版といえるMk.57とされた。とくにヤベルクは非常に先進的な機種であったこともあり、当初は故障が続出するなどの困難が絶えなかったが、方位盤の機械的安定化やレーダー追尾方式など、その後、FCS-1などの国産FCSを開発するにあたって土台となる知見が多く得られた。
対潜兵装としては、固定式のMk.10ヘッジホッグ対潜迫撃砲（あるいはその国産化版である54式対潜弾発射機）2基、爆雷投射機（K砲）両舷各4基、爆雷投下軌条2条を装備していた。後の特別改装の際に、K砲と爆雷投下軌条は半分に削減され、かわってMk.2短魚雷落射機2基およびMk.32短魚雷各4発が搭載された。その他、スペース面以外では、貸与されたアメリカ海軍の艦艇に劣らない装備を搭載していた。ただし当時の日本には、戦後の武器システムに伴う電子機器などのデータが乏しかったため、のちにスペースや空調の不足を来たすこととなった。

## 同型艦

### 一覧表
| 艦番号          | 艦名     | 建造                   | 起工           | 進水          | 竣工          | 特務艦への艦種変更 | 除籍          |
| --------------- | -------- | ---------------------- | -------------- | ------------- | ------------- | ------------------ | ------------- |
| DD-101 ASU-7002 | はるかぜ | 三菱造船長崎造船所     | 1954年12月15日 | 1955年9月20日 | 1956年4月26日 | 1981年3月27日      | 1985年3月5日  |
| DD-102 ASU-7003 | ゆきかぜ | 新三菱重工業神戸造船所 | 1954年12月17日 | 1955年8月20日 | 1956年7月31日 | 1981年3月27日      | 1985年3月27日 |

### 運用史
「はるかぜ」は1956年（昭和31年）4月26日に三菱造船長崎造船所で、「ゆきかぜ」は同年7月31日に三菱重工業神戸造船所でそれぞれ竣工した。
就役後、「はるかぜ」と「ゆきかぜ」の両艦は護衛隊群の旗艦を務め、「はるかぜ」は1958年（昭和33年）1月にはハワイまで往復する2ヶ月にわたる遠洋航海にも派遣された。遠洋航海で得られた経験を活かし、1959年（昭和34年）1月から約3ヶ月にわたって特別改装が行われ、上記のとおり電装・兵装の換装が行なわれた。これにより、特に対潜兵装は、新造時のあやなみ型護衛艦（30DDK）に匹敵するレベルまで強化された。
「はるかぜ」「ゆきかぜ」共に、上記の特別改装など度々改装を受けつつ第一線にあったが、1973年（昭和48年）に「はるかぜ」は第1潜水隊群、「ゆきかぜ」は実用実験隊に配属され第一線を退いた。「ゆきかぜ」は曳航式ソナーの実験など数々の実験に従事し、1981年（昭和56年）3月に特務艦に変更され、1985年（昭和60年）に除籍された。「はるかぜ」も1981年（昭和56年）3月に特務艦に変更された後、1985年（昭和60年）に除籍された。
「はるかぜ」は除籍後も海上自衛隊第1術科学校で教育資料及び桟橋として係留保管されていたが、塩害による傷みが著しく進行したため、2001年（平成13年）11月に売却、解体された。

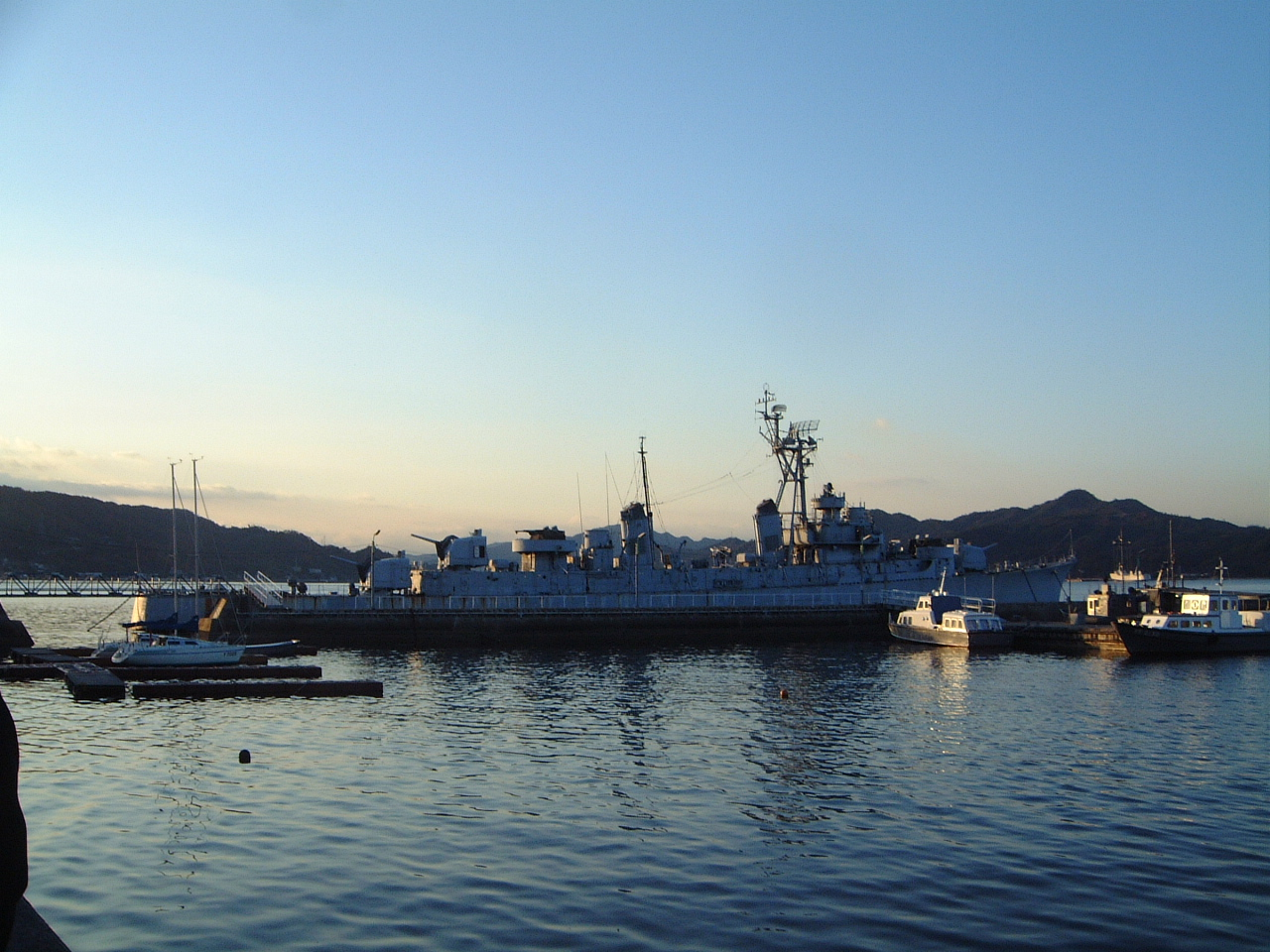
海上自衛隊第1術科学校で保管中のはるかぜ（2000年12月）
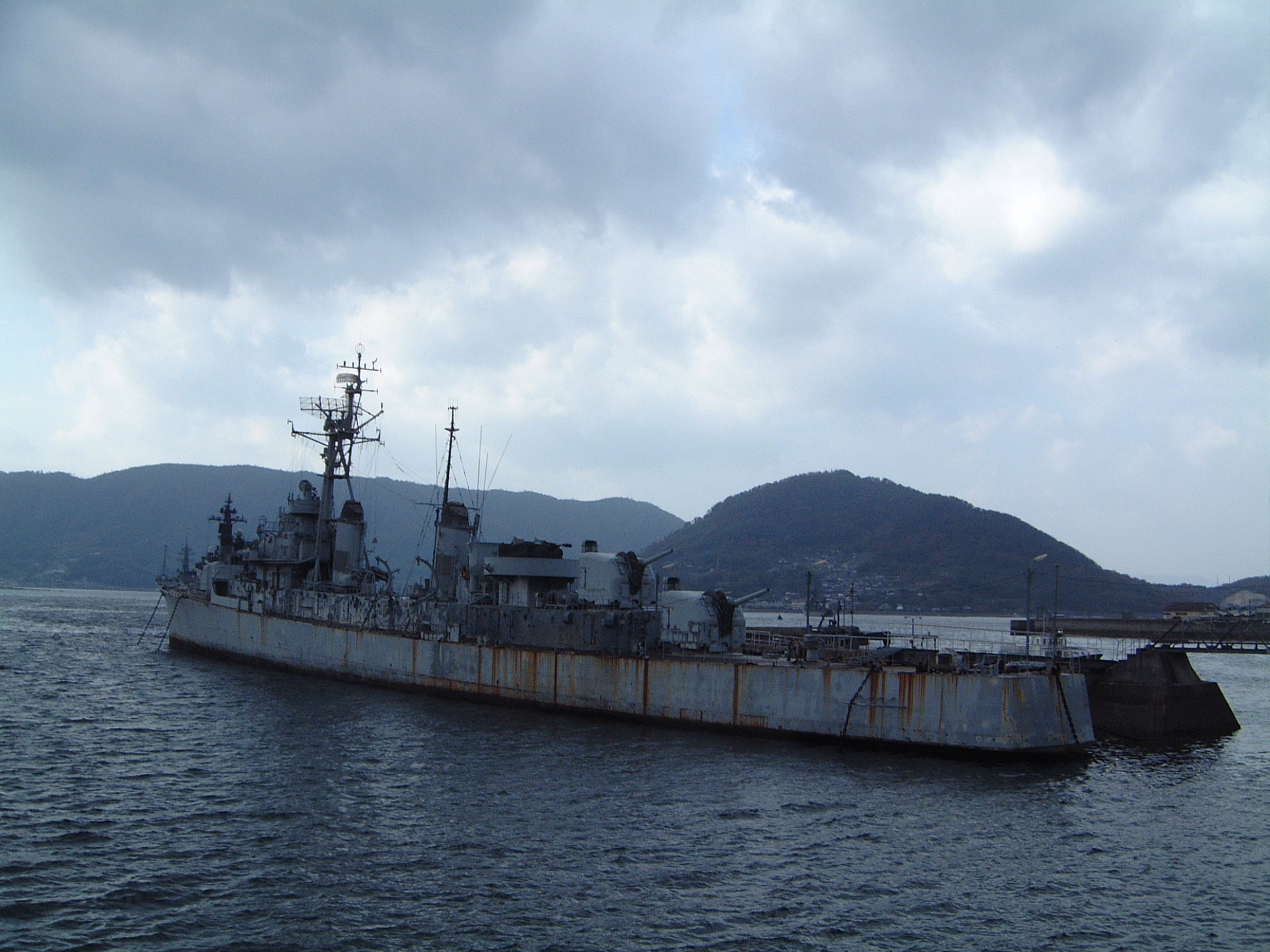
海上自衛隊第1術科学校で保管中のはるかぜ（2000年12月）

## 登場作品
『大鉄人17』
第12話にレッドマフラー隊所属艦として「ゆきかぜ」が登場。むらさめ型護衛艦「むらさめ」などと共に、大爪ロボットとの戦闘で負った傷を癒すべく行方をくらましたワンセブンの捜索を行う。

### ゲーム
『War Thunder』
若干の船体形状の変更があるが、最初にアンロックできる大型艦（駆逐艦として扱われる）の一つとして設定されている。